# Course de chiens de traîneaux
Une course de chiens de traîneaux est une compétition sportive désignant une course dans laquelle des attelages de chiens d'attelage tirent des traîneaux conduit par un musher sur la neige ou la glace au moyen de harnais et des lignes de trait. 

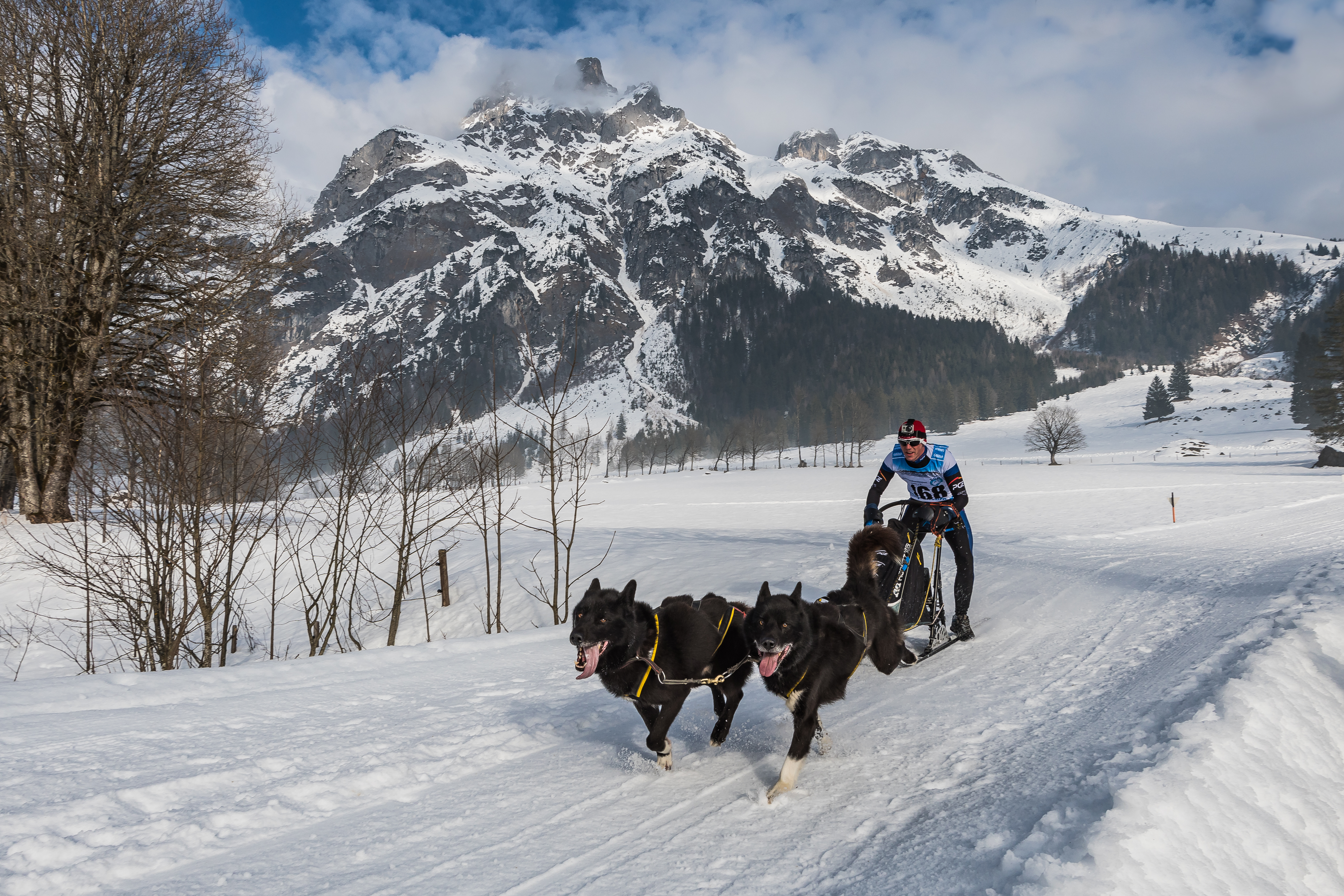
Course de chiens de traîneaux à Werfenweng (Autriche).

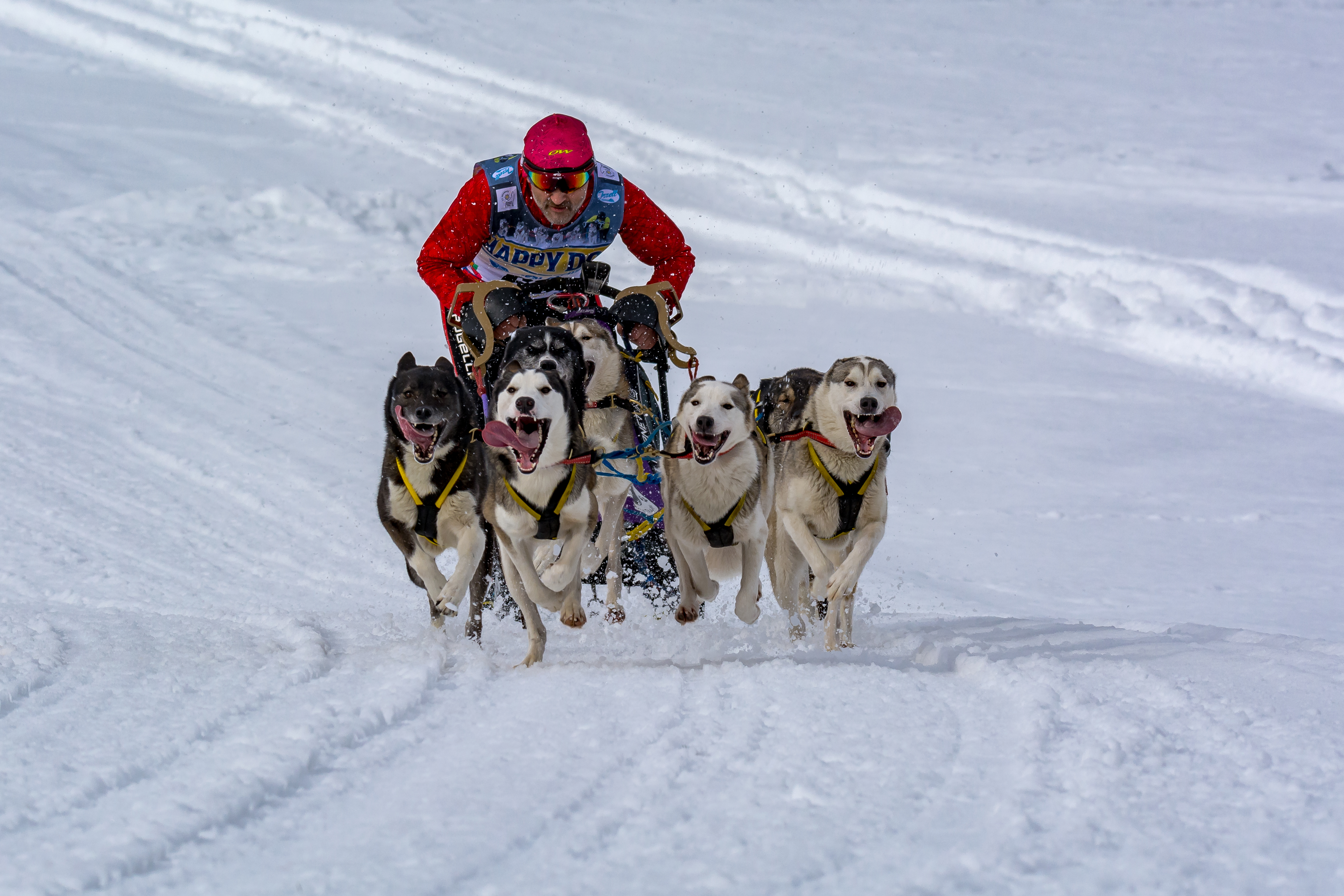
Course de chien de traineaux à Inzell (Allemagne).

L'équipe finissant la course en un minimum de temps est déclarée vainqueur. Ce sport peut également être pratiqué l'été, les chiens tirant alors un véhicule sur roue.

## Compétitions
Ce sport a été sport de démonstration lors des Jeux olympiques de 1932 à Lake Placid.
| Nom                          | Pays traversés         | Km parcourus | Organisation |
| ---------------------------- | ---------------------- | ------------ | ------------ |
| All Alaska Sweepstakes       | États-Unis             | 653          | 1908 - 1917  |
| Iditarod Trail Sled Dog Race | États-Unis             | 1 757        | Depuis 1973  |
| La Lekkarod                  | France                 | 350          | Depuis 2015  |
| La Grande Odyssée            | France Suisse          |              | Depuis 2005  |
| Pirena                       | France Andorre Espagne |              |              |
| Yukon Quest                  | États-Unis Canada      | 1 648        | Depuis 1984  |